# Vinh Stadium
Das Vinh Stadium (vietnamesisch Sân vận động Vinh) ist ein in der vietnamesischen Stadt Vinh befindliches Mehrzweckstadion. Es wird als Heimspielstätte des Erstligisten Sông Lam Nghệ An genutzt. Das 2003 eröffnete Stadion hat ein Fassungsvermögen von 18.000 Personen.
2003 und 2004 wurde in dem Stadion das Endspiel des vietnamesischen Fußballpokals ausgetragen. 2002 und 2011 wurde in dem Stadion der vietnamesische Supercup ausgespielt.